# IV Asamblea Legislativa Plurinacional
La Cuarta Asamblea Legislativa Plurinacional corresponde a la representación del Poder legislativo del Estado Plurinacional de Bolivia, que comprende tanto a la Cámara de Senadores como a la Cámara de Diputados, tras las elecciones generales de 2025. Sus funciones iniciarán el 8 de noviembre de 2025 y culminarán el 8 de noviembre de 2030. 
La Asamblea es de carácter bicameral, y está conformada de 36 senadores y 130 diputados. Sus reuniones se llevan a cabo, desde el 6 de agosto de 2021, en el Nuevo Edificio Legislativo, ubicado detrás del antiguo Palacio Legislativo, en La Paz, donde también se encuentra la Vicepresidencia y la Sede de Gobierno.

## Cámara de Senadores

### Composición

#### Composición actual
| Afiliación | Afiliación                  | Miembros | Miembros |
| ---------- | --------------------------- | -------- | -------- |
|            | Partido Demócrata Cristiano | 15       | 15       |
|            | Libre                       | 13       | Nuevo    |
|            | Unidad                      | 7        | Nuevo    |
|            | APB Súmate                  | 1        | 1        |
| Total      | Total                       | 36       | 36       |

### Miembros del Senado
| Dpto.      | Retrato                          | Senador                           | Partido o curul | Partido o curul               | Bancada | Bancada    | Mandato                | Mandato    | Ref. |
| Dpto.      | Retrato                          | Senador                           | Partido o curul | Partido o curul               | Bancada | Bancada    | Inicio                 | Fin        | Ref. |
| ---------- | -------------------------------- | --------------------------------- | --------------- | ----------------------------- | ------- | ---------- | ---------------------- | ---------- | ---- |
| Chuquisaca |                                  | Bertha Cartagena Sánchez          |                 | Partido Demócrata Cristiano   |         | PDC        | 3 de noviembre de 2025 | Por asumir |      |
| Chuquisaca | Daniel Antonio Ortiz Velásquez   |                                   |                 | Partido Demócrata Cristiano   |         | PDC        | 3 de noviembre de 2025 | Por asumir |      |
| Chuquisaca |                                  | Tomasa Yarhui Jacome              |                 | Libertad y Democracia         |         | LIB-RE     | 3 de noviembre de 2025 | Por asumir |      |
| Chuquisaca | Abdon Porcel Arancibia           |                                   |                 | Libertad y Democracia         |         | LIB-RE     | 3 de noviembre de 2025 | Por asumir |      |
| La Paz     |                                  | Nicanor Gonzalo Cochi Condorí     |                 | Partido Demócrata Cristiano   |         | PDC        | 3 de noviembre de 2025 | Por asumir |      |
| La Paz     | Ana María Crispin Choque         |                                   |                 | Partido Demócrata Cristiano   |         | PDC        | 3 de noviembre de 2025 | Por asumir |      |
| La Paz     |                                  | José Manuel Ormachea Mendieta     |                 | Libertad y Democracia         |         | LIB-RE     | 3 de noviembre de 2025 | Por asumir |      |
| La Paz     |                                  | Carmen Soledad Chapeton Tancara   |                 | Bloque de Unidad              |         | Unidad     | 3 de noviembre de 2025 | Por asumir |      |
| Cochabamba |                                  | Wilder Véliz Armas                |                 | Partido Demócrata Cristiano   |         | PDC        | 3 de noviembre de 2025 | Por asumir |      |
| Cochabamba | Judith Rosario García Coca       |                                   |                 | Partido Demócrata Cristiano   |         | PDC        | 3 de noviembre de 2025 | Por asumir |      |
| Cochabamba |                                  | Wanda Ximena Medrano Hervas       |                 | Libertad y Democracia         |         | LIB-RE     | 3 de noviembre de 2025 | Por asumir |      |
| Cochabamba |                                  | Claudia Mallón Vargas             |                 | Autonomía para Bolivia-Súmate |         | APB-Súmate | 3 de noviembre de 2025 | Por asumir |      |
| Oruro      |                                  | Yasmín Estivariz Villarroel       |                 | Partido Demócrata Cristiano   |         | PDC        | 3 de noviembre de 2025 | Por asumir |      |
| Oruro      | Freddy Castillo Chávez           |                                   |                 | Partido Demócrata Cristiano   |         | PDC        | 3 de noviembre de 2025 | Por asumir |      |
| Oruro      | Maria Antonieta Alcón Sánchez    |                                   |                 | Partido Demócrata Cristiano   |         | PDC        | 3 de noviembre de 2025 | Por asumir |      |
| Oruro      |                                  | José Sánchez Aguilar              |                 | Libertad y Democracia         |         | LIB-RE     | 3 de noviembre de 2025 | Por asumir |      |
| Potosí     |                                  | Bertha Nurmy Gutiérrez Meneces    |                 | Partido Demócrata Cristiano   |         | PDC        | 3 de noviembre de 2025 | Por asumir |      |
| Potosí     | Marcelino Flores Ordoñez         |                                   |                 | Partido Demócrata Cristiano   |         | PDC        | 3 de noviembre de 2025 | Por asumir |      |
| Potosí     | Teresa Alarcón Arana             |                                   |                 | Partido Demócrata Cristiano   |         | PDC        | 3 de noviembre de 2025 | Por asumir |      |
| Potosí     |                                  | Betty Canaviri Villanueva         |                 | Libertad y Democracia         |         | LIB-RE     | 3 de noviembre de 2025 | Por asumir |      |
| Tarija     |                                  | César Mentasti Padilla            |                 | Bloque de Unidad              |         | Unidad     | 3 de noviembre de 2025 | Por asumir |      |
| Tarija     | Leonor Rosalva Romero Gutiérrez  |                                   |                 | Bloque de Unidad              |         | Unidad     | 3 de noviembre de 2025 | Por asumir |      |
| Tarija     |                                  | María Isabel Moreno Cortez        |                 | Libertad y Democracia         |         | LIB-RE     | 3 de noviembre de 2025 | Por asumir |      |
| Tarija     |                                  | Diego Esteban Mateo Ávila Navajas |                 | Partido Demócrata Cristiano   |         | PDC        | 3 de noviembre de 2025 | Por asumir |      |
| Santa Cruz |                                  | Branko Goran Marinković Jovicevic |                 | Libertad y Democracia         |         | LIB-RE     | 3 de noviembre de 2025 | Por asumir |      |
| Santa Cruz | Kathia Lizbeth Quiroga Fernández |                                   |                 | Libertad y Democracia         |         | LIB-RE     | 3 de noviembre de 2025 | Por asumir |      |
| Santa Cruz |                                  | Rosa Tatiana Áñez Carrasco        |                 | Bloque de Unidad              |         | Unidad     | 3 de noviembre de 2025 | Por asumir |      |
| Santa Cruz |                                  | Paola Limbania López Zeballos     |                 | Partido Demócrata Cristiano   |         | PDC        | 3 de noviembre de 2025 | Por asumir |      |
| Beni       |                                  | José Roca Haensel                 |                 | Bloque de Unidad              |         | Unidad     | 3 de noviembre de 2025 | Por asumir |      |
| Beni       | Ana Karina Velasco Añez          |                                   |                 | Bloque de Unidad              |         | Unidad     | 3 de noviembre de 2025 | Por asumir |      |
| Beni       |                                  | Ernesto Suarez Sattori            |                 | Libertad y Democracia         |         | LIB-RE     | 3 de noviembre de 2025 | Por asumir |      |
| Beni       |                                  | Erick Nelson Soruco Alpire        |                 | Partido Demócrata Cristiano   |         | PDC        | 3 de noviembre de 2025 | Por asumir |      |
| Pando      |                                  | Carol Carlo Durán                 |                 | Libertad y Democracia         |         | LIB-RE     | 3 de noviembre de 2025 | Por asumir |      |
| Pando      | Julio Diego Romaña Galindo       |                                   |                 | Libertad y Democracia         |         | LIB-RE     | 3 de noviembre de 2025 | Por asumir |      |
| Pando      |                                  | Cinthia Mónica Puerta Campos      |                 | Partido Demócrata Cristiano   |         | PDC        | 3 de noviembre de 2025 | Por asumir |      |
| Pando      |                                  | Eliana Rina Acosta Quispe         |                 | Bloque de Unidad              |         | Unidad     | 3 de noviembre de 2025 | Por asumir |      |

## Cámara de Diputados

### Composición

#### Composición actual
| Afiliación | Afiliación                  | Miembros | Miembros |
| ---------- | --------------------------- | -------- | -------- |
|            | Partido Demócrata Cristiano | 46       | 46       |
|            | Libre                       | 38       | Nuevo    |
|            | Unidad                      | 25       | Nuevo    |
|            | Alianza Popular             | 7        | Nuevo    |
|            | APB Súmate                  | 6        | 6        |
|            | Movimiento al Socialismo    | 1        | 74       |
| Total      | Total                       | 130      | 130      |

### Miembros de la Cámara de Diputados
| Dpto.      | Retrato          | Diputado/a        | Distrito     | Partido o curul | Partido o curul               | Bancada | Bancada    | Mandato | Mandato | Ref. |
| Dpto.      | Retrato          | Diputado/a        | Distrito     | Partido o curul | Partido o curul               | Bancada | Bancada    | Inicio  | Fin     | Ref. |
| ---------- | ---------------- | ----------------- | ------------ | --------------- | ----------------------------- | ------- | ---------- | ------- | ------- | ---- |
| Chuquisaca |                  | Roberto Castro    | Plurinominal |                 | Partido Demócrata Cristiano   |         | PDC        |         |         |      |
| Chuquisaca | Verónica Calani  |                   | Plurinominal |                 | Partido Demócrata Cristiano   |         | PDC        |         |         |      |
| Chuquisaca |                  | Marcelo Solíz     | Plurinominal |                 | Libertad y Democracia         |         | Libre      |         |         |      |
| Chuquisaca | Soledad Talavera |                   | Plurinominal |                 | Libertad y Democracia         |         | Libre      |         |         |      |
| Chuquisaca |                  | Antonio Pino      | 1            |                 | Libertad y Democracia         |         | Libre      |         |         |      |
| Chuquisaca |                  | Santiago Ticona   | 2            |                 | Libertad y Democracia         |         | Libre      |         |         |      |
| Chuquisaca |                  | 3                 |              |                 |                               |         |            |         |         |      |
| Chuquisaca |                  | 4                 |              |                 |                               |         |            |         |         |      |
| Chuquisaca |                  | 5                 |              |                 |                               |         |            |         |         |      |
| La Paz     |                  |                   | Plurinominal |                 | Partido Demócrata Cristiano   |         | PDC        |         |         |      |
| La Paz     |                  |                   | Plurinominal |                 | Partido Demócrata Cristiano   |         | PDC        |         |         |      |
| La Paz     |                  |                   | Plurinominal |                 | Partido Demócrata Cristiano   |         | PDC        |         |         |      |
| La Paz     |                  |                   | Plurinominal |                 | Partido Demócrata Cristiano   |         | PDC        |         |         |      |
| La Paz     |                  |                   | Plurinominal |                 | Partido Demócrata Cristiano   |         | PDC        |         |         |      |
| La Paz     |                  |                   | Plurinominal |                 | Partido Demócrata Cristiano   |         | PDC        |         |         |      |
| La Paz     |                  |                   | Plurinominal |                 | Partido Demócrata Cristiano   |         | PDC        |         |         |      |
| La Paz     |                  |                   | Plurinominal |                 | Partido Demócrata Cristiano   |         | PDC        |         |         |      |
| La Paz     |                  |                   | Plurinominal |                 | Libertad y Democracia         |         | Libre      |         |         |      |
| La Paz     |                  |                   | Plurinominal |                 | Libertad y Democracia         |         | Libre      |         |         |      |
| La Paz     |                  |                   | Plurinominal |                 | Libertad y Democracia         |         | Libre      |         |         |      |
| La Paz     |                  |                   | Plurinominal |                 | Bloque de Unidad              |         | Unidad     |         |         |      |
| La Paz     |                  |                   | Plurinominal |                 | Bloque de Unidad              |         | Unidad     |         |         |      |
| La Paz     |                  |                   | Plurinominal |                 | Alianza Popular               |         | AP         |         |         |      |
| La Paz     |                  | 6                 |              |                 |                               |         |            |         |         |      |
| La Paz     |                  | 7                 |              |                 |                               |         |            |         |         |      |
| La Paz     |                  | 8                 |              |                 |                               |         |            |         |         |      |
| La Paz     |                  | 9                 |              |                 |                               |         |            |         |         |      |
| La Paz     |                  | 10                |              |                 |                               |         |            |         |         |      |
| La Paz     |                  | 11                |              |                 |                               |         |            |         |         |      |
| La Paz     |                  | 12                |              |                 |                               |         |            |         |         |      |
| La Paz     |                  | 13                |              |                 |                               |         |            |         |         |      |
| La Paz     |                  | 14                |              |                 |                               |         |            |         |         |      |
| La Paz     |                  | 15                |              |                 |                               |         |            |         |         |      |
| La Paz     |                  | 16                |              |                 |                               |         |            |         |         |      |
| La Paz     |                  | 17                |              |                 |                               |         |            |         |         |      |
| La Paz     |                  | 18                |              |                 |                               |         |            |         |         |      |
| La Paz     |                  | 19                |              |                 |                               |         |            |         |         |      |
| La Paz     |                  | Especial          |              |                 |                               |         |            |         |         |      |
| Cochabamba |                  |                   | Plurinominal |                 | Partido Demócrata Cristiano   |         | PDC        |         |         |      |
| Cochabamba |                  |                   | Plurinominal |                 | Partido Demócrata Cristiano   |         | PDC        |         |         |      |
| Cochabamba |                  |                   | Plurinominal |                 | Partido Demócrata Cristiano   |         | PDC        |         |         |      |
| Cochabamba |                  |                   | Plurinominal |                 | Libertad y Democracia         |         | Libre      |         |         |      |
| Cochabamba |                  |                   | Plurinominal |                 | Libertad y Democracia         |         | Libre      |         |         |      |
| Cochabamba |                  |                   | Plurinominal |                 | Libertad y Democracia         |         | Libre      |         |         |      |
| Cochabamba |                  |                   | Plurinominal |                 | Autonomía para Bolivia-Súmate |         | APB-Súmate |         |         |      |
| Cochabamba |                  |                   | Plurinominal |                 | Alianza Popular               |         | AP         |         |         |      |
| Cochabamba |                  |                   | Plurinominal |                 | Bloque de Unidad              |         | Unidad     |         |         |      |
| Cochabamba |                  | 20                |              |                 |                               |         |            |         |         |      |
| Cochabamba |                  | 21                |              |                 |                               |         |            |         |         |      |
| Cochabamba |                  | 22                |              |                 |                               |         |            |         |         |      |
| Cochabamba |                  | 23                |              |                 |                               |         |            |         |         |      |
| Cochabamba |                  | 24                |              |                 |                               |         |            |         |         |      |
| Cochabamba |                  | 25                |              |                 |                               |         |            |         |         |      |
| Cochabamba |                  | 26                |              |                 |                               |         |            |         |         |      |
| Cochabamba |                  | 27                |              |                 |                               |         |            |         |         |      |
| Cochabamba |                  | 28                |              |                 |                               |         |            |         |         |      |
| Cochabamba |                  | Especial          |              |                 |                               |         |            |         |         |      |
| Oruro      |                  |                   | Plurinominal |                 | Partido Demócrata Cristiano   |         | PDC        |         |         |      |
| Oruro      |                  |                   | Plurinominal |                 | Partido Demócrata Cristiano   |         | PDC        |         |         |      |
| Oruro      |                  |                   | Plurinominal |                 | Partido Demócrata Cristiano   |         | PDC        |         |         |      |
| Oruro      |                  |                   | Plurinominal |                 | Libertad y Democracia         |         | Libre      |         |         |      |
| Oruro      |                  | 29                |              |                 |                               |         |            |         |         |      |
| Oruro      |                  | 30                |              |                 |                               |         |            |         |         |      |
| Oruro      |                  | 31                |              |                 |                               |         |            |         |         |      |
| Oruro      |                  | 32                |              |                 |                               |         |            |         |         |      |
| Oruro      |                  | Especial          |              |                 |                               |         |            |         |         |      |
| Potosí     |                  |                   | Plurinominal |                 | Partido Demócrata Cristiano   |         | PDC        |         |         |      |
| Potosí     |                  |                   | Plurinominal |                 | Partido Demócrata Cristiano   |         | PDC        |         |         |      |
| Potosí     |                  |                   | Plurinominal |                 | Partido Demócrata Cristiano   |         | PDC        |         |         |      |
| Potosí     |                  |                   | Plurinominal |                 | Partido Demócrata Cristiano   |         | PDC        |         |         |      |
| Potosí     |                  |                   | Plurinominal |                 | Libertad y Democracia         |         | Libre      |         |         |      |
| Potosí     |                  |                   | Plurinominal |                 | Libertad y Democracia         |         | Libre      |         |         |      |
| Potosí     |                  | 33                |              |                 |                               |         |            |         |         |      |
| Potosí     |                  | 34                |              |                 |                               |         |            |         |         |      |
| Potosí     |                  | 35                |              |                 |                               |         |            |         |         |      |
| Potosí     |                  | 36                |              |                 |                               |         |            |         |         |      |
| Potosí     |                  | 37                |              |                 |                               |         |            |         |         |      |
| Potosí     |                  | 38                |              |                 |                               |         |            |         |         |      |
| Potosí     |                  | 39                |              |                 |                               |         |            |         |         |      |
| Tarija     |                  | Karina Liebers    | Plurinominal |                 | Bloque de Unidad              |         | Unidad     |         |         |      |
| Tarija     | Nayib Cassal     |                   | Plurinominal |                 | Bloque de Unidad              |         | Unidad     |         |         |      |
| Tarija     |                  | José Luis Porcel  | Plurinominal |                 | Libertad y Democracia         |         | Libre      |         |         |      |
| Tarija     |                  | Horacio Calizaya  | Plurinominal |                 | Partido Demócrata Cristiano   |         | PDC        |         |         |      |
| Tarija     |                  | Richard López     | 40           |                 | Bloque de Unidad              |         | Unidad     |         |         |      |
| Tarija     |                  | Marina Cachambi   | 41           |                 | Bloque de Unidad              |         | Unidad     |         |         |      |
| Tarija     |                  | Lidia Ruíz        | 42           |                 | Bloque de Unidad              |         | Unidad     |         |         |      |
| Tarija     |                  | Rudy Pantaleón    | 43           |                 | Partido Demócrata Cristiano   |         | PDC        |         |         |      |
| Tarija     |                  | Especial          |              |                 |                               |         |            |         |         |      |
| Santa Cruz |                  |                   | Plurinominal |                 | Libertad y Democracia         |         | Libre      |         |         |      |
| Santa Cruz |                  |                   | Plurinominal |                 | Libertad y Democracia         |         | Libre      |         |         |      |
| Santa Cruz |                  |                   | Plurinominal |                 | Libertad y Democracia         |         | Libre      |         |         |      |
| Santa Cruz |                  |                   | Plurinominal |                 | Libertad y Democracia         |         | Libre      |         |         |      |
| Santa Cruz |                  |                   | Plurinominal |                 | Libertad y Democracia         |         | Libre      |         |         |      |
| Santa Cruz |                  |                   | Plurinominal |                 | Libertad y Democracia         |         | Libre      |         |         |      |
| Santa Cruz |                  |                   | Plurinominal |                 | Bloque de Unidad              |         | Unidad     |         |         |      |
| Santa Cruz |                  |                   | Plurinominal |                 | Bloque de Unidad              |         | Unidad     |         |         |      |
| Santa Cruz |                  |                   | Plurinominal |                 | Bloque de Unidad              |         | Unidad     |         |         |      |
| Santa Cruz |                  |                   | Plurinominal |                 | Bloque de Unidad              |         | Unidad     |         |         |      |
| Santa Cruz |                  |                   | Plurinominal |                 | Bloque de Unidad              |         | Unidad     |         |         |      |
| Santa Cruz |                  |                   | Plurinominal |                 | Partido Demócrata Cristiano   |         | PDC        |         |         |      |
| Santa Cruz |                  |                   | Plurinominal |                 | Partido Demócrata Cristiano   |         | PDC        |         |         |      |
| Santa Cruz |                  |                   | Plurinominal |                 | Partido Demócrata Cristiano   |         | PDC        |         |         |      |
| Santa Cruz |                  | 44                |              |                 |                               |         |            |         |         |      |
| Santa Cruz |                  | Germain Caballero | 45           |                 | Libertad y Democracia         |         | NPC        |         |         |      |
| Santa Cruz |                  | 46                |              |                 |                               |         |            |         |         |      |
| Santa Cruz |                  | 47                |              |                 |                               |         |            |         |         |      |
| Santa Cruz |                  | 48                |              |                 |                               |         |            |         |         |      |
| Santa Cruz |                  | 49                |              |                 |                               |         |            |         |         |      |
| Santa Cruz |                  | 50                |              |                 |                               |         |            |         |         |      |
| Santa Cruz |                  | 51                |              |                 |                               |         |            |         |         |      |
| Santa Cruz |                  | 52                |              |                 |                               |         |            |         |         |      |
| Santa Cruz |                  | 53                |              |                 |                               |         |            |         |         |      |
| Santa Cruz |                  | 54                |              |                 |                               |         |            |         |         |      |
| Santa Cruz |                  | 55                |              |                 |                               |         |            |         |         |      |
| Santa Cruz |                  | 56                |              |                 |                               |         |            |         |         |      |
| Santa Cruz |                  | 57                |              |                 |                               |         |            |         |         |      |
| Santa Cruz |                  | Especial          |              |                 |                               |         |            |         |         |      |
| Beni       |                  |                   | Plurinominal |                 | Bloque de Unidad              |         | Unidad     |         |         |      |
| Beni       |                  |                   | Plurinominal |                 | Bloque de Unidad              |         | Unidad     |         |         |      |
| Beni       |                  |                   | Plurinominal |                 | Libertad y Democracia         |         | Libre      |         |         |      |
| Beni       |                  | 58                |              |                 |                               |         |            |         |         |      |
| Beni       |                  | 59                |              |                 |                               |         |            |         |         |      |
| Beni       |                  | 60                |              |                 |                               |         |            |         |         |      |
| Beni       |                  | 61                |              |                 |                               |         |            |         |         |      |
| Beni       |                  | Especial          |              |                 |                               |         |            |         |         |      |
| Pando      |                  |                   | Plurinominal |                 | Libertad y Democracia         |         | Libre      |         |         |      |
| Pando      |                  |                   | Plurinominal |                 | Partido Demócrata Cristiano   |         | PDC        |         |         |      |
| Pando      |                  | 62                |              |                 |                               |         |            |         |         |      |
| Pando      |                  | 63                |              |                 |                               |         |            |         |         |      |
| Pando      |                  | Especial          |              |                 |                               |         |            |         |         |      |